# Statuenmenhir von Pailhemalbiau

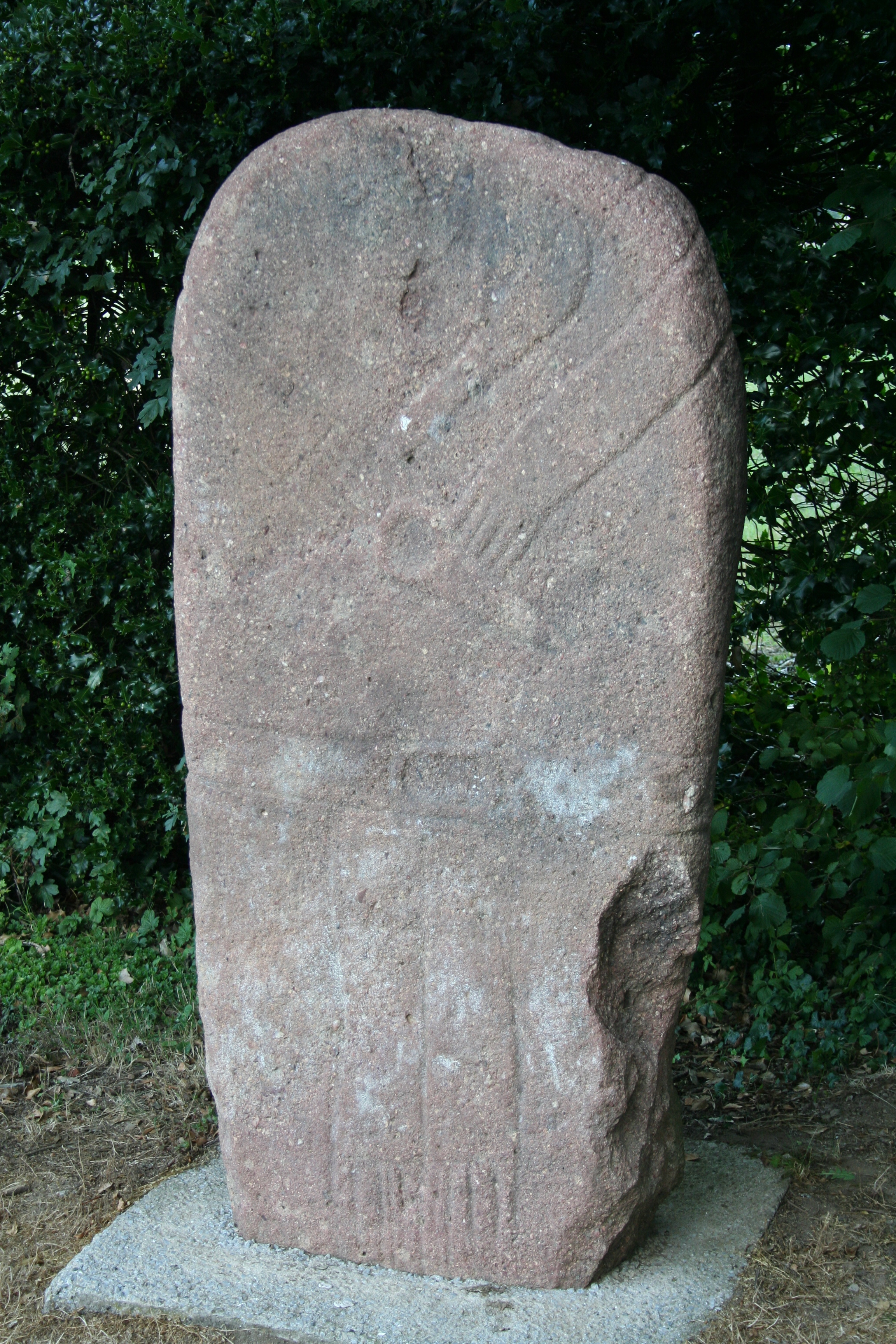
Statuenmenhir von Pailhemalbiau

Der 1981 entdeckte Statuenmenhir von Pailhemalbiau steht  in einem kleinen Schuppen, der ihn vor dem Wetter schützt, hinter einem Bauernhaus im Weiler Pailhemalbiau in der Gemeinde Murat-sur-Vèbre im Département Tarn in Frankreich. Wie der nahe gelegene Statuenmenhir von Moulin-de-Louat ist er ein rötlicher Stein.

## Beschreibung
Der Statuenmenhir ist etwa 2,0 Meter hoch und seine Gesichtszüge sind deutlich erkennbar. Er hat zwei Ringe für die Augen, aber keine Nase oder Tätowierungen im Gesicht. Arme und Hände sind klar, ebenso wie sein „Objekt“ am Schultergurt. Der Gürtel hat eine schöne Schnalle, und seine Füße haben deutlich dargestellte Zehen. Er trägt eine Waffe, die auf dem Informationsblatt Báculo genannt wird. Der Gürtel und Schulterriemen gehen auf dem Rücken weiter und er hat einen langen Zopf oder Hut.

Menhire in Murat-sur-Vèbre
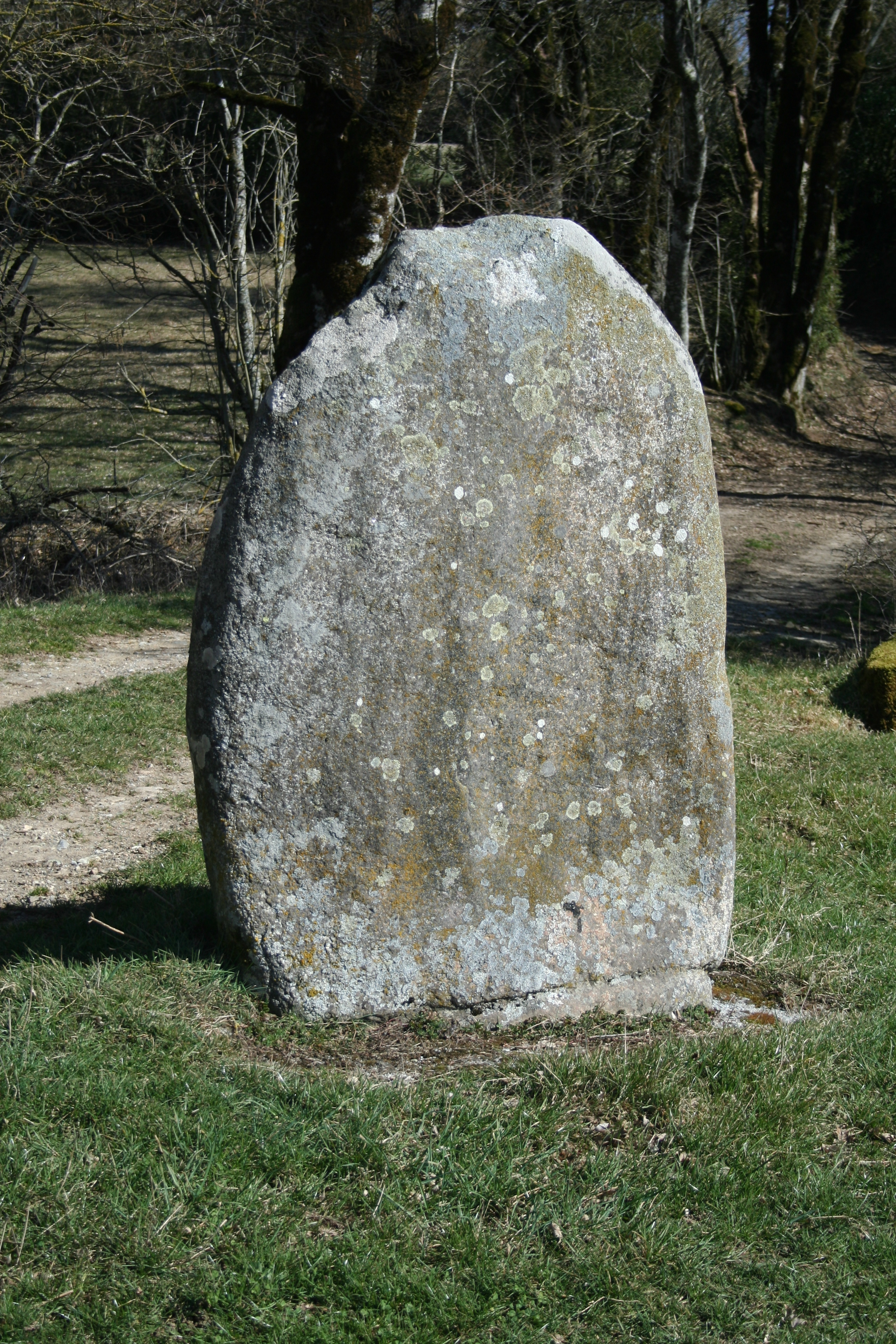
Menhir de Plos
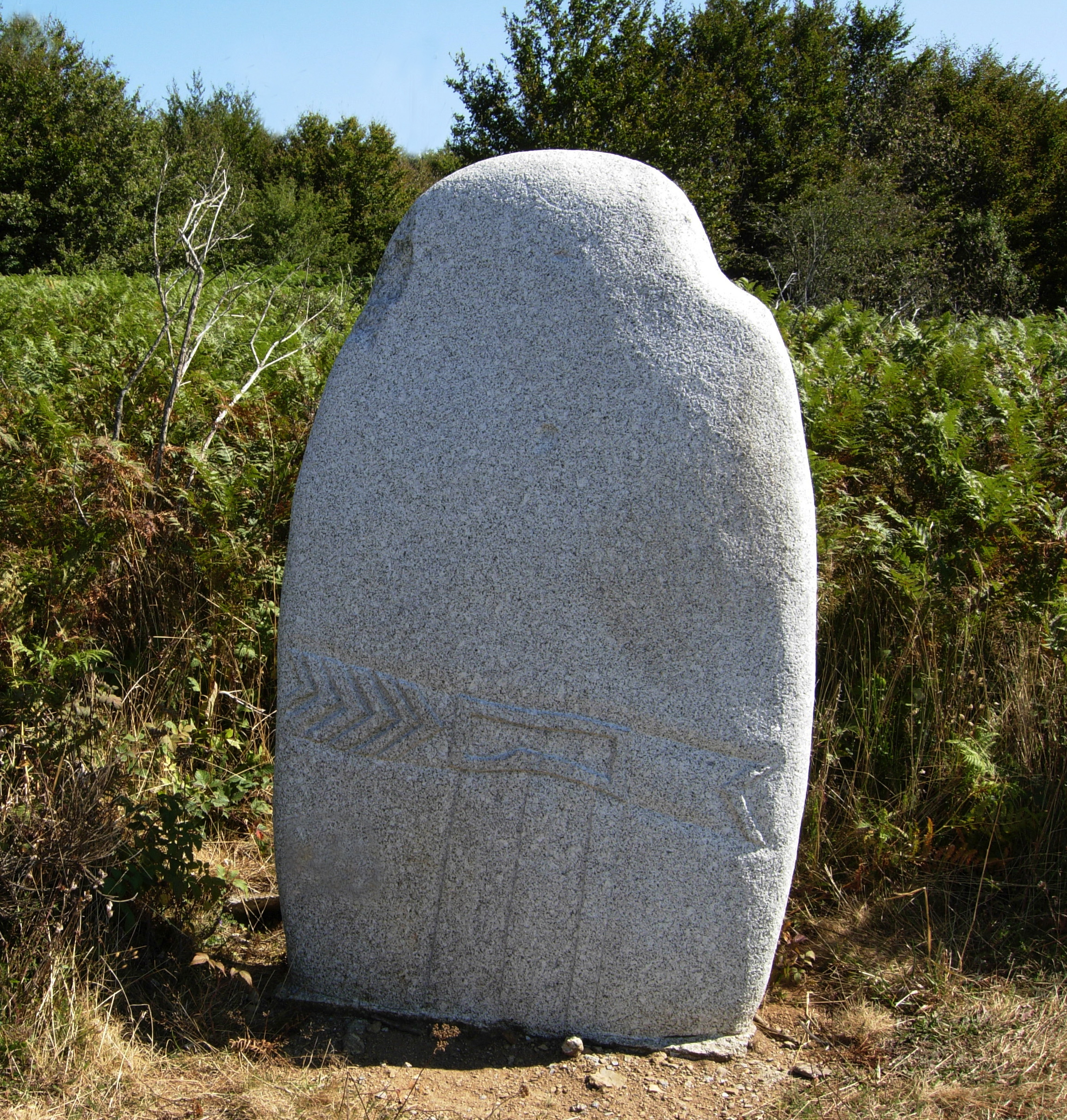
Kopie des Menhirs du Col des Saints
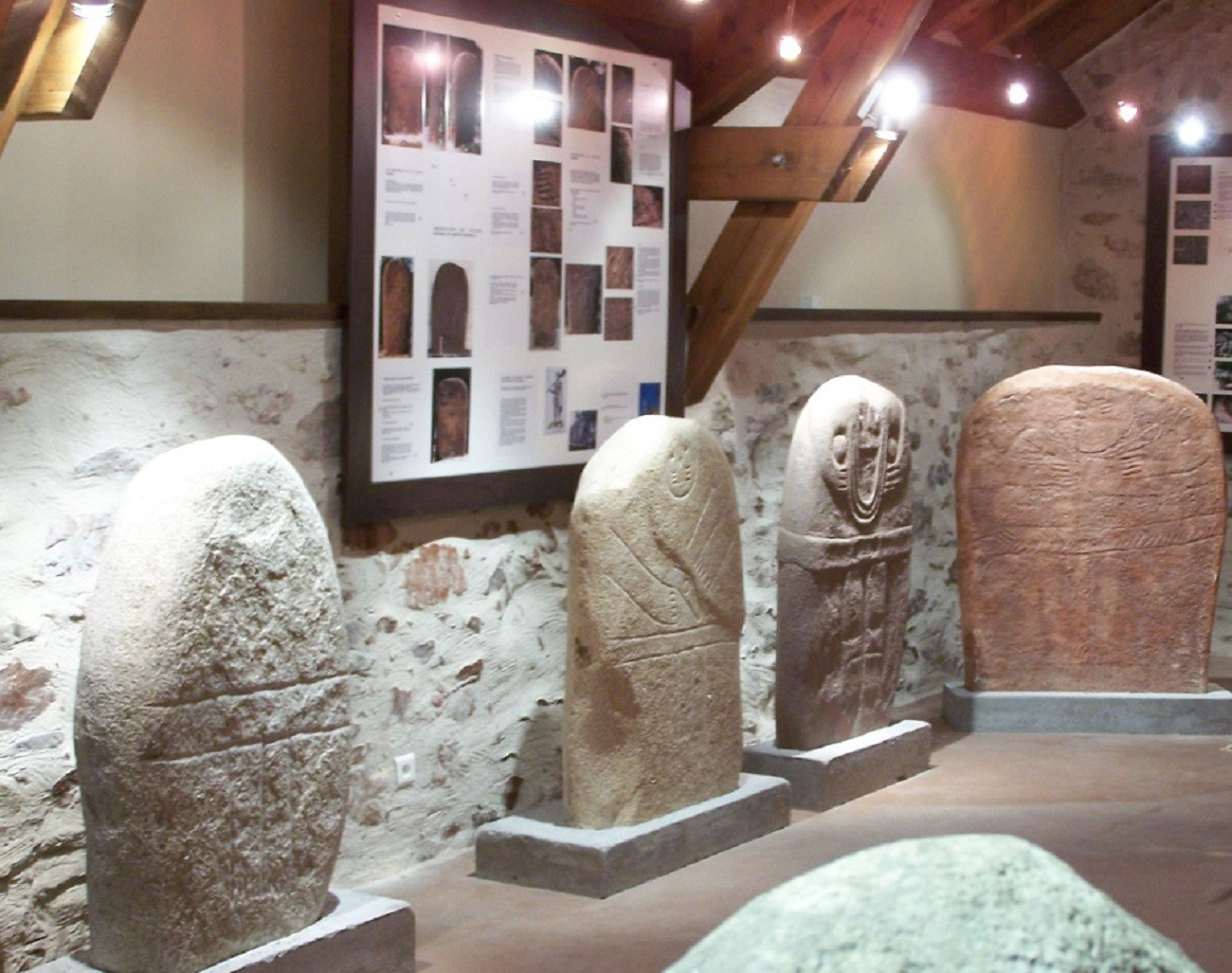
Museum von Murat-sur-Vèbre
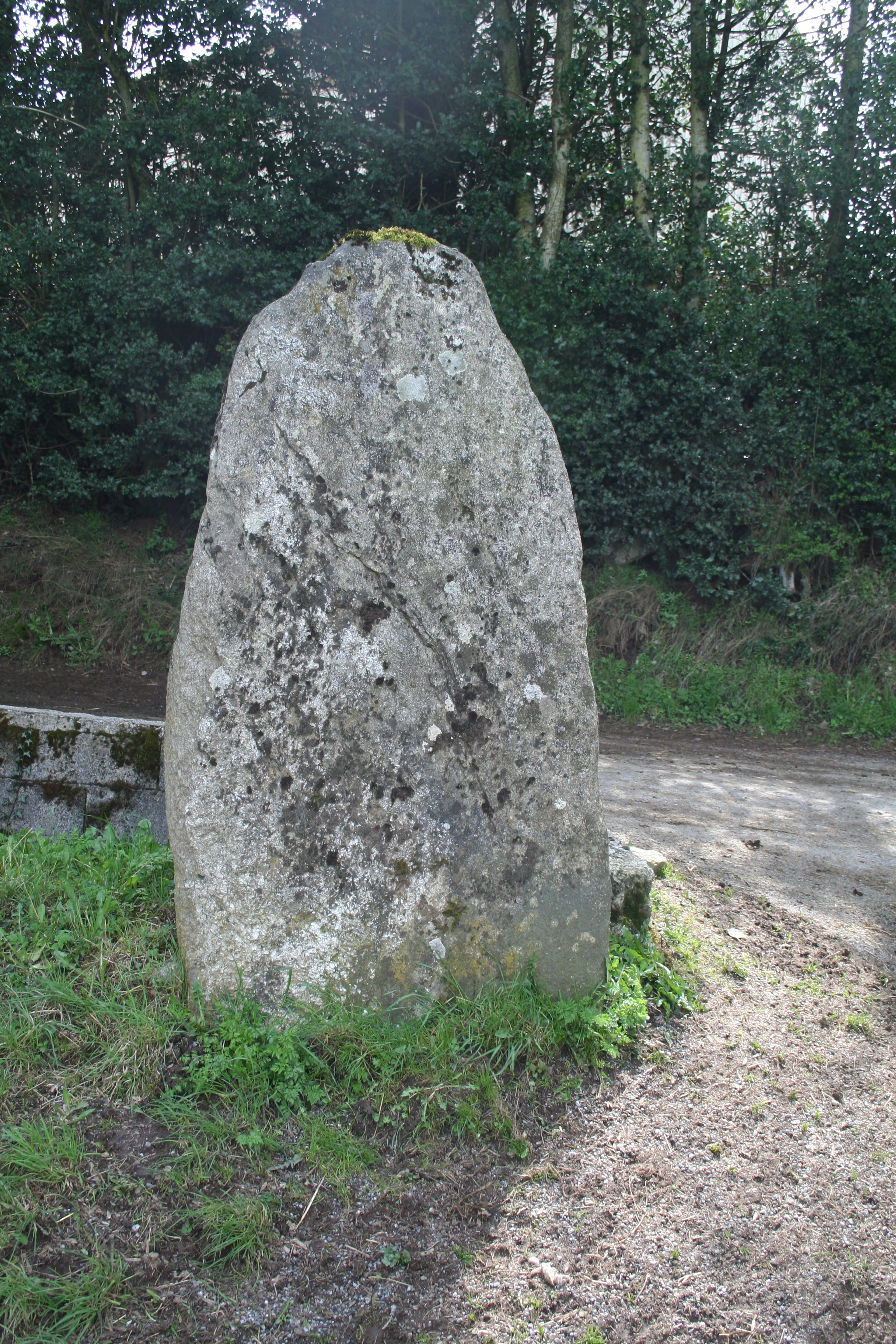
Menhir de Poumaurou
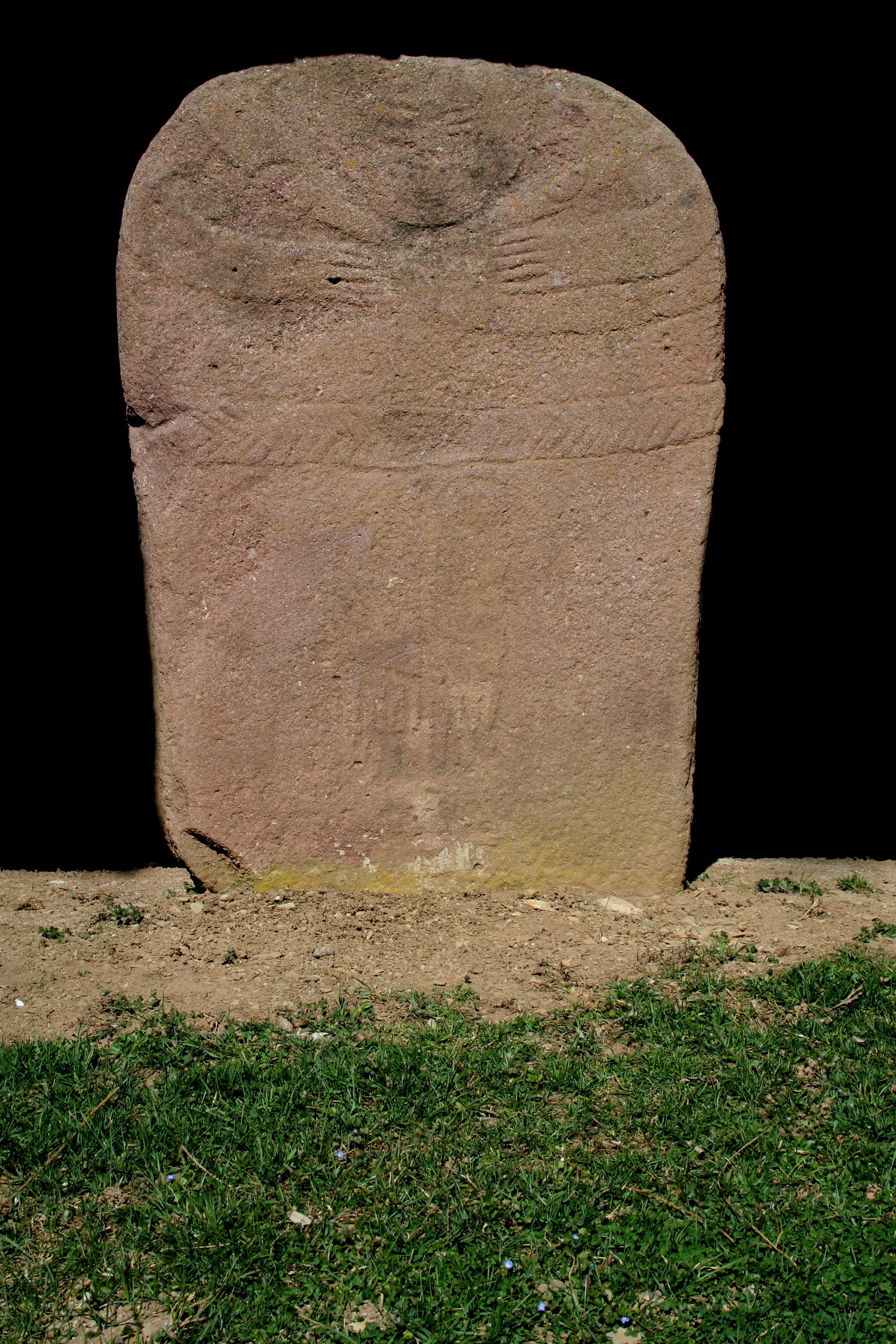
Menhir von Moulin-de-Louat

Im Gemeindegebiet befinden sich auch 
- die Dolmen von Castelsec, Lagarde und du Devès de Félines
- die Menhire von Candoubre, Montaigut und des Parrots
- das Centre d’interprétation des Mégalithes
- sowie der Statuenmenhir de la Ferrière.